# 外務大臣 (日本)

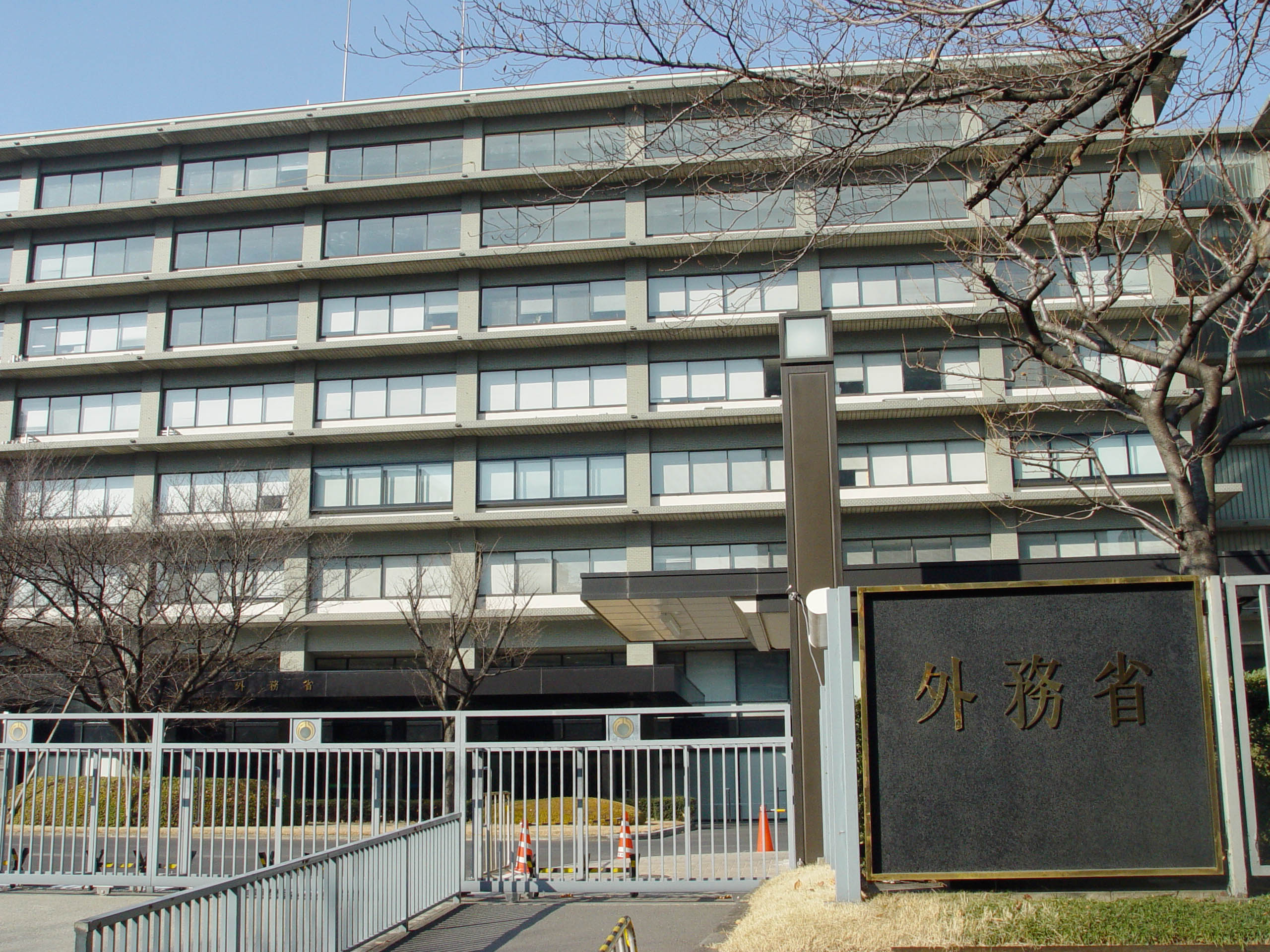
外務省廳舍

外務大臣（日语：／ Gaimu Daijin */?）是主管日本外務省的國務大臣，簡稱外相（／ Gaishō）。為內閣中最重要的職位之一，通常由執政黨內的實力派國會議員擔任，有時還會兼任副總理。在日本歷史上，許多曾擔任過外務大臣的議員到後來成為首相。由於外務大臣的重要性，還有許多首相任內兼任外務大臣。
外務大臣的職權有：
- 主持外務省業務，協助首相擬定對外政策和計劃，並予以貫徹執行；
- 協助對外關係的各種日常事務；
- 指導、檢查、監督外務省和駐外使館館員的工作；
- 向國會報告外交工作等。

外務大臣和內閣總理大臣（首相）是自1885年實行內閣制以後僅有的名稱沒有變更過的國務大臣職位。
如果首相有事、出訪或生病，在沒有副總理的情況下，有可能會指定外務大臣代理首相職務。

## 概要
外務大臣與內閣總理大臣是自1885年（明治18年）實行內閣制後唯二沒有變更過名稱的國務大臣職位。近代日本的外務大臣，除草創期外多由職業外交官出身者擔任，僅有後藤新平與少數軍人例外。此選任傾向持續至第二次世界大戰後，直至1956年（昭和31年）石橋內閣的岸信介上任起，外務大臣一轉成為政黨實力派出任的重要職位。從岸信介開始，再也沒有外交官擔任外務大臣。戰後，僅有大來佐武郎、川口順子兩人是以非議員身分就任外務大臣。
目前，最年輕的外相是加藤高明的40歲，戰後則是玄葉光一郎的47歲3個月。最年長就任的是宇垣一成的69歲9個月，戰後則是櫻內義雄的69歲6個月（不計首相等的臨時代理）。
內閣制度成立後，在職期間最長的是內田康哉的7年5個月，戰後含內閣總理大臣兼任在內是吉田茂的5年2個月，外務大臣專任期間最長的是岸田文雄的4年7個月。
田中角榮將外務大臣視為與大藏大臣、自由民主黨幹事長同為「總理總裁應經歷的重要職位」（包含田中在內的四名實力者「三角大福」中，除田中以外皆擔任過外相。田中則擔任過幹事長、藏相等）。

## 歷代外務大臣列表
1. 臨時代理僅記載大臣空缺時期，不記海外出差等暫時代理。
2. 兼任不記臨時代理。
3. 同一代數但有複數就任日（內閣改造等），代表第二次開始的就任無人事令（非再任而是留任）。
4. 『外交史料館報』第2號掲載的井上勇一「歷代外務大臣表」視為是外務省官方列表[3]。

### 內閣制以前
| 外國事務總裁 |                  |              |                                            |              |
| 代           | 姓名             | 姓名         | 就任日                                     | 出身等       |
| ‐            | 仁和寺宮嘉彰親王 |              | 慶應4年1月9日（舊曆） （1868年2月2日）     | 皇族         |
| 外國事務總督 |                  |              |                                            |              |
| 代           | 姓名             | 姓名         | 就任日                                     | 出身等       |
| ‐            | 山階宮晃親王     |              | 慶應4年1月17日（舊曆） （1868年2月10日）   | 皇族         |
| ‐            | 三條實美         |              | 慶應4年1月17日（舊曆） （1868年2月10日）   | 公家         |
| ‐            | 伊達宗城         |              | 慶應4年1月17日（舊曆） （1868年2月10日）   | 宇和島藩主   |
| ‐            | 東久世通禧       |              | 慶應4年1月17日（舊曆） （1868年2月10日）   | 公家         |
| ‐            | 澤宣嘉           | フレームなし | 慶應4年1月25日（舊曆） （1868年2月18日）   | 公家         |
| 外國事務局督 |                  |              |                                            |              |
| 代           | 姓名             | 姓名         | 就任日                                     | 出身等       |
| ‐            | 山階宮晃親王     |              | 慶應4年2月20日（舊曆） （1868年3月13日）   | 皇族         |
| 外國官知事   |                  |              |                                            |              |
| 代           | 姓名             | 姓名         | 就任日                                     | 出身等       |
| -            | 伊達宗城         |              | 慶應4年閏4月21日（舊曆） （1868年6月11日） | 宇和島藩主   |
| -            | 澤宣嘉           |              | 明治2年6月26日（舊曆） （1869年8月3日）    | 公家         |
| 外務卿       |                  |              |                                            |              |
| 代           | 姓名             | 姓名         | 就任日                                     | 出身等       |
| 1            | 澤宣嘉           |              | 明治2年7月8日（舊曆） （1869年8月15日）    | 華族         |
| 2            | 岩倉具視         |              | 明治4年7月14日（舊曆） （1871年8月29日）   | 華族、大納言 |
| 3            | 副島種臣         |              | 明治4年11月4日（舊曆） （1871年12月15日）  | 舊佐賀藩士   |
| 外務事務總裁 |                  |              |                                            |              |
| 代           | 姓名             | 姓名         | 就任日                                     | 出身等       |
| 3            | 副島種臣         |              | 1873年（明治6年）10月13日                  | 舊佐賀藩士   |
| 外務卿       |                  |              |                                            |              |
| 代           | 姓名             | 姓名         | 就任日                                     | 出身等       |
| 4            | 寺島宗則         |              | 1873年（明治6年）10月28日                  | 舊幕臣       |
| 5            | 井上馨           |              | 1879年（明治12年）9月10日                  | 舊長州藩士   |

### 內閣制施行以後
| 外務大臣（太政官達第69號）                            |            |                                              |                                                                    |                                                                                       |              |
| 代                                                    | 姓名       | 姓名                                         | 內閣                                                               | 就任日                                                                                | 出身等       |
| 5                                                     | 井上馨     |                                              | 第1次伊藤內閣                                                      | 1885年（明治18年）12月22日                                                            | 舊長州藩     |
| 6                                                     | 伊藤博文   |                                              | 第1次伊藤內閣                                                      | 1887年（明治20年）9月17日 ※臨時兼任                                                   | 舊長州藩     |
| 7                                                     | 大隈重信   |                                              | 第1次伊藤內閣                                                      | 1888年（明治21年）2月1日                                                              | 立憲改進黨   |
| 7                                                     | 大隈重信   | 黑田內閣                                     | 1888年（明治21年）4月30日                                          |                                                                                       | 立憲改進黨   |
| 8                                                     | 青木周藏   |                                              | 第1次山縣內閣                                                      | 1889年（明治22年）12月24日                                                            | 外務省       |
| 8                                                     | 青木周藏   | 第1次松方內閣                                | 1891年（明治24年）5月6日                                           |                                                                                       | 外務省       |
| 9                                                     | 榎本武揚   | 第1次松方內閣                                |                                                                    | 1891年（明治24年）5月29日                                                             | 舊幕臣       |
| 10                                                    | 陸奥宗光   |                                              | 第2次伊藤內閣                                                      | 1892年（明治25年）8月8日                                                              | 舊紀州藩     |
| 11                                                    | 西園寺公望 |                                              | 第2次伊藤內閣                                                      | 1896年（明治29年）5月30日 ※文部大臣兼任                                               | 舊公家       |
| 11                                                    | 西園寺公望 | 第2次松方內閣                                | 1896年（明治29年）9月18日 ※文部大臣兼任                            |                                                                                       | 舊公家       |
| 12                                                    | 大隈重信   | 第2次松方內閣                                |                                                                    | 1896年（明治29年）9月22日                                                             | 進步黨       |
| 13                                                    | 西德二郎   | 第2次松方內閣                                |                                                                    | 1897年（明治30年）11月6日                                                             | 外務省       |
| 13                                                    | 西德二郎   | 第3次伊藤內閣                                | 1898年（明治31年）1月12日                                          |                                                                                       | 外務省       |
| 外務大臣（外務省官制（明治31年勅令第258號））         |            |                                              |                                                                    |                                                                                       |              |
| 代                                                    | 姓名       | 姓名                                         | 內閣                                                               | 就任日                                                                                | 出身等       |
| 14                                                    | 大隈重信   |                                              | 第1次大隈內閣                                                      | 1898年（明治31年）6月30日 ※內閣總理大臣兼任                                           | 憲政黨       |
| 15                                                    | 青木周藏   |                                              | 第2次山縣內閣                                                      | 1898年（明治31年）11月8日                                                             | 外務省       |
| 16                                                    | 加藤高明   |                                              | 第4次伊藤內閣                                                      | 1900年（明治33年）10月19日                                                            | 外務省       |
| 17                                                    | 曾禰荒助   |                                              | 第1次桂內閣                                                        | 1901年（明治34年）6月2日 ※臨時兼任 ※大藏大臣兼任                                      | 舊長州藩     |
| 18                                                    | 小村壽太郎 |                                              | 第1次桂內閣                                                        | 1901年（明治34年）9月21日                                                             | 外務省       |
| 19                                                    | 加藤高明   |                                              | 第1次西園寺內閣                                                    | 1906年（明治39年）1月7日                                                              | 外務省       |
| 20                                                    | 西園寺公望 |                                              | 第1次西園寺內閣                                                    | 1906年（明治39年）3月3日 ※臨時兼任 ※內閣總理大臣兼任 ※文部大臣兼任（－1906年3月27日） | 立憲政友會   |
| 21                                                    | 林董       |                                              | 第1次西園寺內閣                                                    | 1906年（明治39年）5月19日                                                             | 舊幕臣       |
| 22                                                    | 寺內正毅   |                                              | 第2次桂內閣                                                        | 1908年（明治41年）7月14日 ※臨時兼任 ※陸軍大臣兼任                                     | 陸軍         |
| 23                                                    | 小村壽太郎 |                                              | 第2次桂內閣                                                        | 1908年（明治41年）8月27日                                                             | 外務省       |
| 24                                                    | 內田康哉   |                                              | 第2次西園寺內閣                                                    | 1911年（明治44年）8月30日                                                             | 外務省       |
| 25                                                    | 桂太郎     |                                              | 第3次桂內閣                                                        | 1912年（大正元年）12月21日 ※內閣總理大臣兼任                                          | 陸軍         |
| 26                                                    | 加藤高明   |                                              | 第3次桂內閣                                                        | 1913年（大正2年）1月29日                                                              | 外務省       |
| 27                                                    | 牧野伸顕   |                                              | 第1次山本內閣                                                      | 1913年（大正2年）2月20日                                                              | 外務省       |
| 28                                                    | 加藤高明   |                                              | 第2次大隈內閣                                                      | 1914年（大正3年）4月16日                                                              | 外務省       |
| 29                                                    | 大隈重信   |                                              | 第2次大隈內閣                                                      | 1915年（大正4年）8月10日 ※內閣總理大臣兼任                                            | 大隈伯後援會 |
| 30                                                    | 石井菊次郎 |                                              | 第2次大隈內閣                                                      | 1915年（大正4年）10月13日                                                             | 外務省       |
| 31                                                    | 寺內正毅   |                                              | 寺內內閣                                                           | 1916年（大正5年）10月9日 ※臨時兼任 ※內閣總理大臣、大藏大臣兼任                        | 陸軍         |
| 32                                                    | 本野一郎   |                                              | 寺內內閣                                                           | 1916年（大正5年）11月21日                                                             | 外務省       |
| 33                                                    | 後藤新平   |                                              | 寺內內閣                                                           | 1918年（大正7年）4月23日                                                              | 內務省       |
| 34                                                    | 內田康哉   |                                              | 原內閣                                                             | 1918年（大正7年）9月29日 ※內閣總理大臣臨時兼任（1921年11月4日－）                     | 外務省       |
| 34                                                    | 內田康哉   | 高橋內閣                                     | 1921年（大正10年）11月13日                                         |                                                                                       | 外務省       |
| 34                                                    | 內田康哉   | 加藤友三郎內閣                               | 1922年（大正11年）6月12日 ※內閣總理大臣臨時兼任（1923年8月25日－） |                                                                                       | 外務省       |
| 35                                                    | 山本權兵衛 |                                              | 第2次山本內閣                                                      | 1923年（大正12年）9月2日 ※內閣總理大臣兼任                                            | 海軍         |
| 36                                                    | 伊集院彥吉 |                                              | 第2次山本內閣                                                      | 1923年（大正12年）9月19日                                                             | 外務省       |
| 37                                                    | 松井慶四郎 |                                              | 清浦內閣                                                           | 1924年（大正13年）1月7日                                                              | 外務省       |
| 38                                                    | 幣原喜重郎 |                                              | 加藤高明內閣                                                       | 1924年（大正13年）6月11日                                                             | 外務省       |
| 38                                                    | 幣原喜重郎 | 第1次若槻內閣                                | 1926年（大正15年）1月30日                                          |                                                                                       | 外務省       |
| 39                                                    | 田中義一   |                                              | 田中義一內閣                                                       | 1927年（昭和2年）4月20日 ※內閣總理大臣、內務、 拓務大臣兼任                           | 立憲政友会   |
| 40                                                    | 幣原喜重郎 |                                              | 濱口內閣                                                           | 1929年（昭和4年）7月2日                                                               | 外務省       |
| 40                                                    | 幣原喜重郎 | 第2次若槻內閣                                | 1931年（昭和6年）4月14日                                           |                                                                                       | 外務省       |
| 41                                                    | 犬養毅     |                                              | 犬養內閣                                                           | 1931年（昭和6年）12月13日 ※內閣總理大臣兼任                                           | 立憲政友会   |
| 42                                                    | 芳澤謙吉   |                                              | 犬養內閣                                                           | 1932年（昭和7年）1月14日                                                              | 立憲政友会   |
| 43                                                    | 齋藤實     |                                              | 齋藤內閣                                                           | 1932年（昭和7年）5月26日 ※內閣總理大臣臨時兼任=                                       | 海軍         |
| 44                                                    | 內田康哉   |                                              | 齋藤內閣                                                           | 1932年（昭和7年）7月6日                                                               | 外務省       |
| 45                                                    | 廣田弘毅   |                                              | 齋藤內閣                                                           | 1933年（昭和8年）9月14日                                                              | 外務省       |
| 45                                                    | 廣田弘毅   | 岡田內閣                                     | 1934年（昭和9年）7月8日                                            |                                                                                       | 外務省       |
| 45                                                    | 廣田弘毅   | 廣田內閣                                     | 1936年（昭和11年）3月9日 ※內閣總理大臣兼任                         |                                                                                       | 外務省       |
| 46                                                    | 有田八郎   | 廣田內閣                                     |                                                                    | 1936年（昭和11年）4月2日                                                              | 外務省       |
| 47                                                    | 林銑十郎   |                                              | 林內閣                                                             | 1937年（昭和12年）2月2日 ※內閣總理大臣、文部大臣兼任                                  | 陸軍         |
| 48                                                    | 佐藤尚武   |                                              | 林內閣                                                             | 1937年（昭和12年）3月3日                                                              | 外務省       |
| 49                                                    | 廣田弘毅   |                                              | 第1次近衛内閣                                                      | 1937年（昭和12年）6月4日                                                              | 外務省       |
| 50                                                    | 宇垣一成   |                                              | 第1次近衛内閣                                                      | 1938年（昭和13年）5月26日                                                             | 陸軍         |
| 51                                                    | 近衛文麿   |                                              | 第1次近衛内閣                                                      | 1938年（昭和13年）9月30日 ※內閣總理大臣、拓務大臣兼任                                 | 貴族院       |
| 52                                                    | 有田八郎   |                                              | 第1次近衛内閣                                                      | 1938年（昭和13年）10月29日                                                            | 外務省       |
| 52                                                    | 有田八郎   | 平沼內閣                                     | 1939年（昭和14年）1月5日                                           |                                                                                       | 外務省       |
| 53                                                    | 阿部信行   |                                              | 阿部内阁                                                           | 1939年（昭和14年）8月30日 ※內閣總理大臣兼任                                           | 陸軍         |
| 54                                                    | 野村吉三郎 |                                              | 阿部内阁                                                           | 1939年（昭和14年）9月25日                                                             | 海軍         |
| 55                                                    | 有田八郎   |                                              | 米內內閣                                                           | 1940年（昭和15年）1月16日                                                             | 外務省       |
| 56                                                    | 松岡洋右   |                                              | 第2次近衛內閣                                                      | 1940年（昭和15年）7月22日                                                             | 外務省       |
| 57                                                    | 豐田貞次郎 |                                              | 第3次近衛內閣                                                      | 1941年（昭和16年）7月18日 ※拓務大臣兼任                                               | 海軍         |
| 58                                                    | 東鄉茂德   |                                              | 東條內閣                                                           | 1941年（昭和16年）10月18日 ※拓務大臣兼任                                              | 外務省       |
| 59                                                    | 東條英機   |                                              | 東條內閣                                                           | 1942年（昭和17年）9月1日 ※內閣總理大臣、陸軍大臣兼任                                  | 陸軍         |
| 60                                                    | 谷正之     |                                              | 東條內閣                                                           | 1942年（昭和17年）9月17日                                                             | 外務省       |
| 61                                                    | 重光葵     |                                              | 東條內閣                                                           | 1943年（昭和18年）4月20日                                                             | 外務省       |
| 61                                                    | 重光葵     | 小磯內閣                                     | 1944年（昭和19年）7月22日                                          |                                                                                       | 外務省       |
| 62                                                    | 鈴木貫太郎 |                                              | 鈴木貫太郎內閣                                                     | 1945年（昭和20年）4月7日 ※內閣總理大臣、大東亞大臣兼任                                | 海軍         |
| 63                                                    | 東郷茂徳   |                                              | 鈴木貫太郎內閣                                                     | 1945年（昭和20年）4月9日 ※大東亜大臣兼任                                              | 外務省       |
| 64                                                    | 重光葵     |                                              | 東久邇宮內閣                                                       | 1945年（昭和20年）8月17日 ※大東亜大臣兼任                                             | 外務省       |
| 65                                                    | 吉田茂     |                                              | 東久邇宮內閣                                                       | 1945年（昭和20年）9月15日                                                             | 外務省       |
| 65                                                    | 吉田茂     | 幣原內閣                                     | 1945年（昭和20年）10月9日                                          |                                                                                       | 外務省       |
| 65                                                    | 吉田茂     | 第1次吉田內閣                                | 1946年（昭和21年）5月22日 ※內閣總理大臣兼任                        | 日本自由黨                                                                            |              |
| 66                                                    | 片山哲     |                                              | 片山內閣                                                           | 1947年（昭和22年）5月24日 ※臨時代理                                                   | 日本社會黨   |
| 67                                                    | 蘆田均     |                                              | 片山內閣                                                           | 1947年（昭和22年）6月1日 ※副總理兼任                                                  | 民主黨       |
| 68                                                    | 蘆田均     | 蘆田內閣                                     | 1948年（昭和23年）3月10日 ※內閣總理大臣兼任                        |                                                                                       | 民主黨       |
| 69                                                    | 吉田茂     |                                              | 第2次吉田內閣                                                      | 1948年（昭和23年）10月15日 ※臨時代理                                                  | 民主自由黨   |
| 70                                                    | 吉田茂     | 1948年（昭和23年）10月19日 ※內閣總理大臣兼任 | 第2次吉田內閣                                                      |                                                                                       | 民主自由黨   |
| 71                                                    | 吉田茂     | 第3次吉田內閣                                | 1949年（昭和24年）2月16日 ※內閣總理大臣兼任                        |                                                                                       | 民主自由黨   |
| 外務大臣（外務省設置法（昭和24年法律第135號））       |            |                                              |                                                                    |                                                                                       |              |
| 代                                                    | 姓名       | 姓名                                         | 內閣                                                               | 就任日                                                                                | 政黨等       |
| 71                                                    | 吉田茂     |                                              | 第3次吉田第1次改造內閣                                             | 1950年（昭和25年）6月28日 ※內閣總理大臣兼任                                           | 自由黨       |
| 71                                                    | 吉田茂     | 第3次吉田第2次改造內閣                       | 1951年（昭和26年）7月4日 ※內閣總理大臣兼任                         |                                                                                       | 自由黨       |
| 外務大臣（外務省設置法（昭和26年法律第283號））       |            |                                              |                                                                    |                                                                                       |              |
| 代                                                    | 姓名       | 姓名                                         | 內閣                                                               | 就任日                                                                                | 政黨等       |
| 71                                                    | 吉田茂     |                                              | 第3次吉田第3次改造內閣                                             | 1951年（昭和26年）12月26日 ※內閣總理大臣兼任                                          | 自由黨       |
| 72                                                    | 岡崎勝男   |                                              | 第3次吉田第3次改造內閣                                             | 1952年（昭和27年）4月30日                                                             | 自由黨       |
| 73                                                    | 岡崎勝男   | 第4次吉田內閣                                | 1952年（昭和27年）10月30日                                         |                                                                                       | 自由黨       |
| 74                                                    | 岡崎勝男   | 第5次吉田內閣                                | 1953年（昭和28年）5月21日                                          |                                                                                       | 自由黨       |
| 75                                                    | 重光葵     |                                              | 第1次鳩山内閣                                                      | 1954年（昭和29年）12月10日 ※副總理兼任                                                | 日本民主黨   |
| 76                                                    | 重光葵     | 第2次鳩山内閣                                | 1955年（昭和30年）3月19日 ※副總理兼任                              | 日本民主黨 →自由民主黨                                                                |              |
| 77                                                    | 重光葵     | 第3次鳩山内閣                                | 1955年（昭和30年）11月22日 ※副總理兼任                             | 自由民主黨                                                                            |              |
| 78                                                    | 石橋湛山   |                                              | 石橋內閣                                                           | 1956年（昭和31年）12月23日 ※臨時代理                                                  | 自由民主黨   |
| 79                                                    | 岸信介     |                                              | 石橋內閣                                                           | 1956年（昭和31年）12月23日                                                            | 自由民主黨   |
| 80                                                    | 岸信介     | 第1次岸內閣                                  | 1957年（昭和32年）2月25日 ※內閣總理大臣兼任                        |                                                                                       | 自由民主黨   |
| 81                                                    | 藤山愛一郎 |                                              | 第1次岸改造內閣                                                    | 1957年（昭和32年）7月10日                                                             | 自由民主黨   |
| 82                                                    | 藤山愛一郎 | 第2次岸內閣                                  | 1958年（昭和33年）6月12日                                          |                                                                                       | 自由民主黨   |
| 82                                                    | 藤山愛一郎 | 第2次岸改造內閣                              | 1959年（昭和34年）6月18日                                          |                                                                                       | 自由民主黨   |
| 83                                                    | 小坂善太郎 |                                              | 第1次池田內閣                                                      | 1960年（昭和35年）7月19日                                                             | 自由民主黨   |
| 84                                                    | 小坂善太郎 | 第2次池田內閣                                | 1960年（昭和35年）12月8日                                          |                                                                                       | 自由民主黨   |
| 84                                                    | 小坂善太郎 | 第2次池田第1次改造內閣                       | 1961年（昭和36年）7月18日                                          |                                                                                       | 自由民主黨   |
| 85                                                    | 大平正芳   |                                              | 第2次池田第2次改造內閣                                             | 1962年（昭和37年）7月18日                                                             | 自由民主黨   |
| 85                                                    | 大平正芳   | 第2次池田第3次改造內閣                       | 1963年（昭和38年）7月18日                                          |                                                                                       | 自由民主黨   |
| 86                                                    | 大平正芳   | 第3次池田內閣                                | 1963年（昭和38年）12月9日                                          |                                                                                       | 自由民主黨   |
| 87                                                    | 椎名悅三郎 |                                              | 第3次池田改造內閣                                                  | 1964年（昭和39年）7月18日                                                             | 自由民主黨   |
| 88                                                    | 椎名悅三郎 | 第1次佐藤內閣                                | 1964年（昭和39年）11月9日                                          |                                                                                       | 自由民主黨   |
| 88                                                    | 椎名悅三郎 | 第1次佐藤第1次改造內閣                       | 1965年（昭和40年）6月3日                                           |                                                                                       | 自由民主黨   |
| 88                                                    | 椎名悅三郎 | 第1次佐藤第2次改造內閣                       | 1966年（昭和41年）8月1日                                           |                                                                                       | 自由民主黨   |
| 89                                                    | 三木武夫   |                                              | 第1次佐藤第3次改造內閣                                             | 1966年（昭和41年）12月3日                                                             | 自由民主黨   |
| 90                                                    | 三木武夫   | 第2次佐藤內閣                                | 1967年（昭和42年）2月17日                                          |                                                                                       | 自由民主黨   |
| 90                                                    | 三木武夫   | 第2次佐藤第1次改造內閣                       | 1967年（昭和42年）11月25日                                         |                                                                                       | 自由民主黨   |
| 91                                                    | 佐藤荣作   | 第2次佐藤第1次改造內閣                       |                                                                    | 1968年（昭和43年）10月29日 ※臨時代理                                                  | 自由民主黨   |
| 92                                                    | 愛知揆一   |                                              | 第2次佐藤第2次改造內閣                                             | 1968年（昭和43年）11月30日                                                            | 自由民主黨   |
| 93                                                    | 愛知揆一   | 第3次佐藤內閣                                | 1970年（昭和45年）1月14日                                          |                                                                                       | 自由民主黨   |
| 94                                                    | 福田赳夫   |                                              | 第3次佐藤改造內閣                                                  | 1971年（昭和46年）7月9日                                                              | 自由民主黨   |
| 95                                                    | 大平正芳   |                                              | 第1次田中角榮內閣                                                  | 1972年（昭和47年）7月7日                                                              | 自由民主黨   |
| 96                                                    | 大平正芳   | 第2次田中角榮內閣                            | 1972年（昭和47年）12月22日                                         |                                                                                       | 自由民主黨   |
| 96                                                    | 大平正芳   | 第2次田中角榮第1次改造內閣                   | 1973年（昭和48年）11月25日                                         |                                                                                       | 自由民主黨   |
| 97                                                    | 木村俊夫   | 第2次田中角榮第1次改造內閣                   |                                                                    | 1974年（昭和49年）7月16日                                                             | 自由民主黨   |
| 97                                                    | 木村俊夫   | 第2次田中角榮第2次改造內閣                   | 1974年（昭和49年）11月11日                                         |                                                                                       | 自由民主黨   |
| 98                                                    | 宮澤喜一   |                                              | 三木內閣                                                           | 1974年（昭和49年）12月9日                                                             | 自由民主黨   |
| 99                                                    | 小坂善太郎 |                                              | 三木改造內閣                                                       | 1976年（昭和51年）9月15日                                                             | 自由民主黨   |
| 100                                                   | 鳩山威一郎 |                                              | 福田赳夫內閣                                                       | 1976年（昭和51年）12月24日                                                            | 自由民主黨   |
| 101                                                   | 園田直     |                                              | 福田赳夫改造內閣                                                   | 1977年（昭和52年）11月28日                                                            | 自由民主黨   |
| 102                                                   | 園田直     | 第1次大平內閣                                | 1978年（昭和53年）12月7日                                          |                                                                                       | 自由民主黨   |
| 103                                                   | 大來佐武郎 |                                              | 第2次大平內閣                                                      | 1979年（昭和54年）11月8日                                                             | 民間人閣僚   |
| 104                                                   | 伊東正義   |                                              | 鈴木善幸內閣                                                       | 1980年（昭和55年）7月17日                                                             | 自由民主黨   |
| 105                                                   | 園田直     |                                              | 鈴木善幸內閣                                                       | 1981年（昭和56年）5月18日                                                             | 自由民主黨   |
| 106                                                   | 櫻內義雄   |                                              | 鈴木善幸改造內閣                                                   | 1981年（昭和56年）11月30日                                                            | 自由民主黨   |
| 107                                                   | 安倍晉太郎 |                                              | 第1次中曾根內閣                                                    | 1982年（昭和57年）11月27日                                                            | 自由民主黨   |
| 108                                                   | 安倍晉太郎 | 第2次中曾根內閣                              | 1983年（昭和58年）12月27日                                         |                                                                                       | 自由民主黨   |
| 108                                                   | 安倍晉太郎 | 第2次中曾根第1次改造內閣                     | 1984年（昭和59年）11月1日                                          |                                                                                       | 自由民主黨   |
| 108                                                   | 安倍晉太郎 | 第2次中曾根第2次改造內閣                     | 1985年（昭和60年）12月28日                                         |                                                                                       | 自由民主黨   |
| 109                                                   | 倉成正     |                                              | 第3次中曾根內閣                                                    | 1986年（昭和61年）7月22日                                                             | 自由民主黨   |
| 110                                                   | 宇野宗佑   |                                              | 竹下內閣                                                           | 1987年（昭和62年）11月6日                                                             | 自由民主黨   |
| 110                                                   | 宇野宗佑   | 竹下改造內閣                                 | 1988年（昭和63年）12月27日                                         |                                                                                       | 自由民主黨   |
| 111                                                   | 三塚博     |                                              | 宇野內閣                                                           | 1989年（平成元年）6月3日                                                              | 自由民主黨   |
| 112                                                   | 中山太郎   |                                              | 第1次海部內閣                                                      | 1989年（平成元年）8月10日                                                             | 自由民主黨   |
| 113                                                   | 中山太郎   | 第2次海部內閣                                | 1990年（平成2年）2月28日                                           |                                                                                       | 自由民主黨   |
| 113                                                   | 中山太郎   | 第2次海部改造內閣                            | 1990年（平成2年）12月29日                                          |                                                                                       | 自由民主黨   |
| 114                                                   | 渡邊美智雄 |                                              | 宮澤內閣                                                           | 1991年（平成3年）11月5日 ※副總理兼任                                                  | 自由民主黨   |
| 114                                                   | 渡邊美智雄 | 宮澤改造內閣                                 | 1992年（平成4年）12月12日 ※副總理兼任                              |                                                                                       | 自由民主黨   |
| 115                                                   | 武藤嘉文   | 宮澤改造內閣                                 |                                                                    | 1993年（平成5年）4月7日                                                               | 自由民主黨   |
| 116                                                   | 羽田孜     |                                              | 細川內閣                                                           | 1993年（平成5年）8月9日 ※副總理兼任                                                   | 新生黨       |
| 116                                                   | 羽田孜     | 羽田內閣                                     | 1994年（平成6年）4月28日 ※臨時代理                                 |                                                                                       | 新生黨       |
| 117                                                   | 柿澤弘治   | 羽田內閣                                     |                                                                    | 1994年（平成6年）4月28日                                                              | 自由黨       |
| 118                                                   | 河野洋平   |                                              | 村山內閣                                                           | 1994年（平成6年）6月30日 ※副總理兼任                                                  | 自由民主黨   |
| 118                                                   | 河野洋平   | 村山改造內閣                                 | 1995年（平成7年）8月8日 ※副總理兼任                                |                                                                                       | 自由民主黨   |
| 119                                                   | 池田行彥   |                                              | 第1次橋本內閣                                                      | 1996年（平成8年）1月11日                                                              | 自由民主黨   |
| 120                                                   | 池田行彥   | 第2次橋本內閣                                | 1996年（平成8年）11月7日                                           |                                                                                       | 自由民主黨   |
| 121                                                   | 小淵惠三   |                                              | 第2次橋本改造內閣                                                  | 1997年（平成9年）9月11日                                                              | 自由民主黨   |
| 122                                                   | 高村正彥   |                                              | 小淵內閣                                                           | 1998年（平成10年）7月30日                                                             | 自由民主黨   |
| 122                                                   | 高村正彥   | 小淵第1次改造內閣                            | 1999年（平成11年）1月14日                                          |                                                                                       | 自由民主黨   |
| 123                                                   | 河野洋平   |                                              | 小淵第2次改造內閣                                                  | 1999年（平成11年）10月5日                                                             | 自由民主黨   |
| 124                                                   | 河野洋平   | 第1次森內閣                                  | 2000年（平成12年）4月5日                                           |                                                                                       | 自由民主黨   |
| 125                                                   | 河野洋平   | 第2次森內閣                                  | 2000年（平成12年）7月4日                                           |                                                                                       | 自由民主黨   |
| 125                                                   | 河野洋平   | 第2次森改造內閣 （中央省廳再編前）           | 2000年（平成12年）12月5日                                          |                                                                                       | 自由民主黨   |
| 外務大臣（外務省設置法（平成11年7月16日法律第94號）） |            |                                              |                                                                    |                                                                                       |              |
| 代                                                    | 姓名       | 姓名                                         | 內閣                                                               | 就任日                                                                                | 政黨等       |
| 125                                                   | 河野洋平   |                                              | 第2次森改造內閣 （中央省廳再編後）                                 | 2001年（平成13年）1月6日                                                              | 自由民主黨   |
| 126                                                   | 田中真紀子 |                                              | 第1次小泉內閣                                                      | 2001年（平成13年）4月26日                                                             | 自由民主黨   |
| 127                                                   | 小泉純一郎 |                                              | 第1次小泉內閣                                                      | 2002年（平成14年）1月30日 ※內閣總理大臣兼任                                           | 自由民主黨   |
| 128                                                   | 川口順子   |                                              | 第1次小泉內閣                                                      | 2002年（平成14年）2月1日                                                              | 民間人閣僚   |
| 128                                                   | 川口順子   | 第1次小泉第1次改造內閣                       | 2002年（平成14年）9月30日                                          |                                                                                       | 民間人閣僚   |
| 128                                                   | 川口順子   | 第1次小泉第2次改造內閣                       | 2003年（平成15年）9月22日                                          |                                                                                       | 民間人閣僚   |
| 129                                                   | 川口順子   | 第2次小泉內閣                                | 2003年（平成15年）11月19日                                         |                                                                                       | 民間人閣僚   |
| 130                                                   | 町村信孝   |                                              | 第2次小泉改造內閣                                                  | 2004年（平成16年）9月27日                                                             | 自由民主黨   |
| 131                                                   | 町村信孝   | 第3次小泉內閣                                | 2005年（平成17年）9月21日                                          |                                                                                       | 自由民主黨   |
| 132                                                   | 麻生太郎   |                                              | 第3次小泉改造內閣                                                  | 2005年（平成17年）10月31日                                                            | 自由民主黨   |
| 133                                                   | 麻生太郎   | 第1次安倍內閣                                | 2006年（平成18年）9月26日                                          |                                                                                       | 自由民主黨   |
| 134                                                   | 町村信孝   |                                              | 第1次安倍改造內閣                                                  | 2007年（平成19年）8月27日                                                             | 自由民主黨   |
| 135                                                   | 高村正彥   |                                              | 福田康夫內閣                                                       | 2007年（平成19年）9月26日                                                             | 自由民主黨   |
| 135                                                   | 高村正彥   | 福田康夫改造內閣                             | 2008年（平成20年）8月2日                                           |                                                                                       | 自由民主黨   |
| 136                                                   | 中曾根弘文 |                                              | 麻生內閣                                                           | 2008年（平成20年）9月24日                                                             | 自由民主黨   |
| 137                                                   | 岡田克也   |                                              | 鳩山由紀夫內閣                                                     | 2009年（平成21年）9月16日                                                             | 民主黨       |
| 138                                                   | 岡田克也   | 菅直人內閣                                   | 2010年（平成22年）6月8日                                           |                                                                                       | 民主黨       |
| 139                                                   | 前原誠司   |                                              | 菅直人第1次改造內閣                                                | 2010年（平成22年）9月17日                                                             | 民主黨       |
| 139                                                   | 前原誠司   | 菅直人第2次改造內閣                          | 2011年（平成23年）1月14日                                          |                                                                                       | 民主黨       |
| 140                                                   | 枝野幸男   | 菅直人第2次改造內閣                          |                                                                    | 2011年（平成23年）3月7日 ※內閣官房長官臨時代理                                        | 民主黨       |
| 141                                                   | 松本剛明   | 菅直人第2次改造內閣                          |                                                                    | 2011年（平成23年）3月9日                                                              | 民主黨       |
| 142                                                   | 玄葉光一郎 |                                              | 野田內閣                                                           | 2011年（平成23年）9月2日                                                              | 民主黨       |
| 142                                                   | 玄葉光一郎 | 野田第1次改造內閣                            | 2012年（平成24年）1月13日                                          |                                                                                       | 民主黨       |
| 142                                                   | 玄葉光一郎 | 野田第2次改造內閣                            | 2012年（平成24年）6月4日                                           |                                                                                       | 民主黨       |
| 142                                                   | 玄葉光一郎 | 野田第3次改造內閣                            | 2012年（平成24年）10月1日                                          |                                                                                       | 民主黨       |
| 143                                                   | 岸田文雄   |                                              | 第2次安倍內閣                                                      | 2012年（平成24年）12月26日                                                            | 自由民主黨   |
| 143                                                   | 岸田文雄   | 第2次安倍改造內閣                            | 2014年（平成26年）9月3日                                           |                                                                                       | 自由民主黨   |
| 144                                                   | 岸田文雄   | 第3次安倍內閣                                | 2014年（平成26年）12月24日                                         |                                                                                       | 自由民主黨   |
| 144                                                   | 岸田文雄   | 第3次安倍第1次改造內閣                       | 2015年（平成27年）10月7日                                          |                                                                                       | 自由民主黨   |
| 144                                                   | 岸田文雄   | 第3次安倍第2次改造內閣                       | 2016年（平成28年）8月3日 ※防衛大臣兼任（2017年7月28日－）          |                                                                                       | 自由民主黨   |
| 145                                                   | 河野太郎   |                                              | 第3次安倍第3次改造內閣                                             | 2017年（平成29年）8月3日                                                              | 自由民主黨   |
| 146                                                   | 河野太郎   | 第4次安倍內閣                                | 2017年（平成29年）11月1日                                          |                                                                                       | 自由民主黨   |
| 146                                                   | 河野太郎   | 第4次安倍第1次改造內閣                       | 2018年（平成30年）10月2日                                          |                                                                                       | 自由民主黨   |
| 147                                                   | 茂木敏充   |                                              | 第4次安倍第2次改造內閣                                             | 2019年（令和元年）9月11日                                                             | 自由民主黨   |
| 148                                                   | 茂木敏充   | 菅義偉內閣                                   | 2020年（令和2年）9月16日                                           |                                                                                       | 自由民主黨   |
| 149                                                   | 茂木敏充   | 第一次岸田內閣                               | 2021年（令和3年）10月4日                                           |                                                                                       | 自由民主黨   |
| 150                                                   | 岸田文雄   | 第一次岸田內閣                               |                                                                    | 2021年（令和3年）11月4日 ※內閣總理大臣兼任                                            | 自由民主黨   |
| 151                                                   | 林芳正     |                                              | 第二次岸田內閣                                                     | 2021年（令和3年）11月10日                                                             | 自由民主黨   |
| 152                                                   | 上川陽子   |                                              | 第2次岸田第2次改造内閣                                             | 2023年 (令和5年) 9月13日                                                              | 自由民主黨   |
| 153                                                   | 岩屋毅     |                                              | 第一次石破內閣                                                     | 2024年 (令和6年) 10月1日                                                              | 自由民主黨   |
| 154                                                   | 岩屋毅     | 第二次石破內閣                               | 2024年 (令和6年) 11月11日                                          |                                                                                       | 自由民主黨   |

## 外部連結
- 外務省：外務大臣 （页面存档备份，存于）
- 歴代外務大臣一覽 （页面存档备份，存于）（外務省）